# 데허이바르스
데허이바르스(웨일스어: Deheubarth [dɛˈhəɨbarθ])는 웨일스어로 "오른쪽"이라는 뜻이며, 즉 "남쪽"이라는 뜻이다. 중세 지도에서는 동쪽이 위쪽이었기 때문에 오른쪽이 남쪽이 된다. 데허이바르스란 오늘날의 웨일스 북부의 귀네드와 대조하여 웨일스 서남부 일대를 가리키는 말이었다. 이 일대에서 디네부르 왕가가 다스린 영토를 오늘날 데허이바르스라고 소급적으로 지칭하지만, 사실 데허이바르스는 귀네드, 포이스, 더베드처럼 실체가 있는 "왕국"은 아니었다. 당대 라틴어 문헌들에서 이곳을 가리켜 "오른쪽 땅"(라틴어: dextralis pars), "남브리튼인(들의 땅)"(라틴어: Britonnes dexterales)"이라고만 부르지, 이곳을 하나의 왕국이나 국가로 취급하지 않은 부분에서 그 점을 확실히 알 수 있다. 가장 오래된 문헌들에서는 "데허이바르스"(남방)를 "오글레드"(북방)와 대조하여 오늘날의 웨일스에 해당하는 땅 전역을 가리키는 말로 사용하기도 한다.
각설하고 디네부르 왕가가 다스리는 땅으로서 "데허이바르스"는 920년경 허우엘 다 왕이 세이설룩과 더베드의 왕위를 동시에 가지면서 성립되었다. 그 뒤 브러헤이니옥 역시 취하게 되었다. 원래 남웨일스의 궁정은 카에를레온에 있었지만, 허우엘과 그 왕조는 한데일로 근교에 디네부르성을 새로 짓고 거성으로 삼았으며, 이 성에서 가문의 이름이 비롯되었다.
그러나 허우엘 왕 치세의 전성기가 지나고 다네부르 왕조는 여러 차례 주변 세력에게 압도당했다. 우선 북웨일스와 동웨일스의 다른 웨일스인들이 적이었다. 1018년 귀네드의 허웰린 압 세이설, 1023년 모르가눅의 러데르흐 압 이에스턴, 1041년과 1043년 귀네드의 그리퍼드 압 허웰린이 차례로 데허이바르스 왕위를 먹었다. 1075년 러스 압 오와인과 터위계곡 일대의 귀족들이 잉글랜드의 지원을 받는 귀네드-포이스 왕 블레던 압 컨번을 죽이면서 디네부르 왕가가 왕위를 되찾았다. 그 뒤 러스는 귀네드와 구엔트에게 금방 왕위를 빼앗겼지만, 그의 사촌 러스 압 테우두르가 블레던의 가문과 결혼하고 또 전투에서 승리하면서 남웨일스에서 디네부르 왕가의 패권을 재확립시켰다. 그러나 그 뒤로는 잉글랜드의 노르만인들의 웨일스 정복이 개시되었다. 러스는 1093년 노르만인들이 브러헤이니옥으로 팽창해오는 것에 저항하다가 알 수 없는 상황에서 살해되고, 그 아들 그리퍼드 압 러스는 일시적으로 국외망명해야 했다.
1135년 잉글랜드가 헨리 1세의 죽음으로 인한 계승분쟁(무정부시대)에 휩싸이자 그리퍼드는 1136년 귀네드와 동맹을 맺어 노르만인들에게 저항했다. 크룩마우르 전투에서 오와인 귀네드와 카드왈라드 압 그리퍼드가 잉글랜드에 승리를 거둔 것에 데허이바르스의 그리퍼드 압 러스도 일익을 거들었다. 그러나 이 전투로 해방된 케레디기온 지역은 디네부르 왕가에 반환되지 않고 오와인이 먹었다.
그리퍼드의 아들 러스 압 그리퍼드의 길고 안정된 통치, 그리고 오와인의 죽음으로 귀네드가 내전에 휩싸임으로 인하여, 데허이바르스는 2세기 전 허우엘 대왕 시절의 패권을 다시 누릴 수 있었다. 그러나 1197년 러스가 죽으면서 왕국은 그의 많은 아들들에게 분할상속되었고, 그 아들들이 서로 경쟁하면서 12세기가 되면 데허이바르스의 소왕들은 귀네드의 허웰린 대왕의 봉신에 지나지 않게 되었다.
에드워드 1세의 웨일스 정복 이후 데허이바르스는 러들랜 칙령에 의해 카디건셔(옛 케레디기온), 카마던셔(옛 더베드 동부), 펨브룩셔(옛 더베드 서부)로 분할되었다.